# Електронні терми атомів
Спектра́льними те́рмами а́томів називаються енергетичні рівні електронної підсистеми атомів, переходи між якими визначають спектри випромінювання й поглинання.

## Загальний опис
Сукупність станів багатоелектронного атома із заданою електронною конфігурацією, яка характеризується квантовми числами {\displaystyle L} та {\displaystyle S} , називається термом й позначається {\displaystyle {}^{2S+1}L.} Кожний терм об'єднує {\displaystyle (2L+1)(2S+1)} станів із однаковою енергією (за відсутності зовнішніх полів), кожне з яких характеризується парою своїх квантових чисел {\displaystyle M_{L}} та {\displaystyle M_{S}}. Величина {\displaystyle 2S+1} називається мультиплетністю терма й відрбражає ступінь його виродження.
Для легких атомів із малим зарядом ядра рівні електронів у атомі характеризуються значенням сумарного орбітального моменту електронів L та сумарного спіна S. Тому електронні рівні вироджені із кратністю (2L+1)(2S+1). Це значить, що існує (2L+1)(2S+1) електронних станів із однаковою енергією. В зовнішньому магнітному полі це виродження знімається, й відповідно розщеплюються лінії в оптичних спектрах.
Для важких атомів із великим зарядом атомного ядра швидкість руху електронів поблизу ядра стає порівняною із швидкістю світла, й потрібно враховувати релятивістські ефекти, що призводить до появи в гамільтоніані, що описує електронну підсистему атома, членів, які відповідають за спін-орбітальну взаємодію.
В такому випадку орбітальний момент і спін, як загальні, так і окремого електрону, перестають бути добрими квантовими числами (реалізується випадок jj-зв'язку). Електронні рівні характеризуються лише повним моментом J. В результаті вироджений атомний рівень розщеплюється на рівні з різними значеннями J. Це розщеплення називається мультиплетним розщепленням, або тонкою структурою.
Коли релятивістські ефекти малі (випадок LS-зв'язку), спектральний терм можна наближено характеризувати усіма трьома квантовими числами: J, L та S. У такому випадку для позначення спектральних термів використовується наступна нотація:
- терм позначається латинською літерою, яка відповідає орбітальному квантовому числу L, за правилом:

```
   L = 0, 1, 2, 3, 4, 5, 6, 7, 8, 9, 10
       S  P  D  F  G  H  I  K  L  M  N
```

- до літери лівим верхнім індексом додається число 2S+1, яке називається мультиплетністю терма,
- правим нижнім індексом до літери додається значення повного орбітального моменту J.

Наприклад, {\displaystyle {}^{1}S} синглет {\displaystyle S,} {\displaystyle {}^{2}D} — дублет {\displaystyle D,} {\displaystyle {}^{4}F} — квартет {\displaystyle F}. Енергії термів, {\displaystyle E_{LS}} визначаються параметрами Слетера-Кондона або параметрами Рака {\displaystyle \alpha ,\beta ,\gamma ,} які пожна розрахувати або отримати з даних атомної спектроскопії, знаючи радіальні функції {\displaystyle R_{nl}(r).}
Наприклад, позначення 2P3/2 означає: L = 1, S = 1/2, J = 3/2.
Відносну енергію термів можна визначити за правилами Гунда, відповідно до яких:
- нижню енергію має терм із найбільшою мультиплетністю;
- серед термів з однаковою мультиплетністю нижню енергію має терм із найбільшим значенням {\displaystyle L}.

Оскільки квантове число {\displaystyle L} ідентифікує незвідне представлення групи симетрії кулі, то воно тим самим вказує симетрії електронної хвильової функції атома. Якщо атом знаходиться у зовнішньому полі (або входить до складу молекули), гамільтоніан не комутує із операціями симетрії групи {\displaystyle O(3),} і хвильові функції класифікують по незвідному представленню групи більш низької симетрії, яка визначається накладеним збуренням. При описі електронних станів молекул символіка терма складається з його мультиплетності й символа незвідного представлення точкової групи молекули, по якому перетворюється відповідна хвильова функція.

## Приклади побудови термів
Найпростішим випадком є терм повністю заповненої електронами оболонки, тобто електронної конфігурації s2, p6, d10 тощо. Тут для кожного електрона з певною комбінацією {\displaystyle (m_{l},m_{s})} знаходиться парний з протилежними значеннями, {\displaystyle (-m_{l},-m_{s})}, отже, загальні значення {\displaystyle M_{L},M_{S}} дорівнюють 0. Це відповідає повносиметричній конфігурації з термом {\displaystyle {}^{1}S}. Саме тому атомний терм визначається лише частково заповненими (валентними) оболонками.
Для того, щоб знайти можливі терми заданої конфігурації, слід перелічити всі «мікростани» системи, тобто приписати кожному з електронів значення {\displaystyle (m_{l},m_{s})} і зробити це всіма можливими способами, з урахуванням принципу Паулі. Це кропітка робота, тому тут розглянуто лише найпростіші приклади двох p-електронів.

### Конфігурація 2p3p
Розгляньмо конфігурацію {\displaystyle 2p3p}, яка відповідає збудженому стану атома. У обох електронів орбітальне квантове число {\displaystyle l_{1}=l_{2}=1,} а спінове число {\displaystyle s_{1}=s_{2}=1/2,} тому {\displaystyle 0\leq L\leq 2,\quad 0\leq S\leq 1,} тому конфігурація {\displaystyle 2p3p} розщеплюється на шість термів:
{\displaystyle {}^{3}D,{}^{1}D,{}^{3}P,{}^{1}P,{}^{3}S,{}^{1}S.}
Найнижчим по енергії є терм {\displaystyle {}^{3}D.}

### Конфігурація 2p2
Система, яка складається з двох електронів, може знаходитися у одному з 36 «мікростанів». Їх можна класифікувати по значенням {\displaystyle M_{L},M_{S}}:
| {\displaystyle M_{L},M_{S}} | {\displaystyle 1,\,+1/2} | {\displaystyle 0,\,+1/2} | {\displaystyle -1,\,+1/2} | {\displaystyle 1,\,-1/2} | {\displaystyle 0,\,-1/2} | {\displaystyle -1,\,-1/2} |  |
| --------------------------- | ------------------------ | ------------------------ | ------------------------- | ------------------------ | ------------------------ | ------------------------- |  |
| {\displaystyle 1,\,+1/2}    | {\displaystyle 2,\,1}    | {\displaystyle 1,\,1}    | {\displaystyle 0,\,1}     | {\displaystyle 2,\,0}    | {\displaystyle 1,\,0}    | {\displaystyle 0,\,0}     |  |
| {\displaystyle 0,\,+1/2}    | {\displaystyle 1,\,1}    | {\displaystyle 0,\,1}    | {\displaystyle -1,\,1}    | {\displaystyle 1,\,0}    | {\displaystyle 0,\,0}    | {\displaystyle -1,\,0}    |  |
| {\displaystyle -1,\,+1/2}   | {\displaystyle 0,\,1}    | {\displaystyle -1,\,1}   | {\displaystyle -2,\,1}    | {\displaystyle 0,\,0}    | {\displaystyle -1,\,0}   | {\displaystyle -2,\,0}    |  |
| {\displaystyle 1,\,-1/2}    | {\displaystyle 2,\,0}    | {\displaystyle 1,\,0}    | {\displaystyle 0,\,0}     | {\displaystyle 2,\,-1}   | {\displaystyle 1,\,-1}   | {\displaystyle 0,\,-1}    |  |
| {\displaystyle 0,\,-1/2}    | {\displaystyle 1,\,0}    | {\displaystyle 0,\,0}    | {\displaystyle -1,\,0}    | {\displaystyle 1,\,-1}   | {\displaystyle 0,\,-1}   | {\displaystyle -1,\,-1}   |  |
| {\displaystyle -1,\,-1/2}   | {\displaystyle 0,\,0}    | {\displaystyle -1,\,0}   | {\displaystyle -2,\,0}    | {\displaystyle 0,\,-1}   | {\displaystyle -1,\,-1}  | {\displaystyle -2,\,-1}   |  |
|                             |                          |                          |                           |                          |                          |                           |  |

На відміну від розглянутої вище конфігурації нееквівалентних електронів {\displaystyle 2p3p}, у цьому випадку два електрони мають однакові квантові числа {\displaystyle n} та {\displaystyle l}, тому мікростани, розташовані на головній діагоналі таблиці, відповідають однаковим комбінаціям чотирьох квантових чисел і заборонені принципом Паулі. Внаслідок невідрізнюваності електронів стани, розташовані у нижньому трикутнику, є ідентичними станам верхнього трикутника, тому число термів конфігурації {\displaystyle 2p^{2}} скорочується. Залишається 15 «мікростанів»:
- п'ять «мікростанів» {\displaystyle \{2,0;\,1,0;\,0,0;\,-1,0;\,-2,0\}} об'єднуються у терм {\displaystyle {}^{1}D;}
- дев'ять «мікростанів» {\displaystyle \{1,1;\,1,0;\,1,-1;\,0,1;\,0,0;\,0,-1;\,-1,1;\,-1,0;\,-1,-1\}} утворюють терм {\displaystyle {}^{3}P;}
- «мікростани» {\displaystyle \{0,0\}} відносяться до терму {\displaystyle {}^{1}S.}

Таким чином, основний стан {\displaystyle {}^{3}P.}